# カノムカイノッククラター

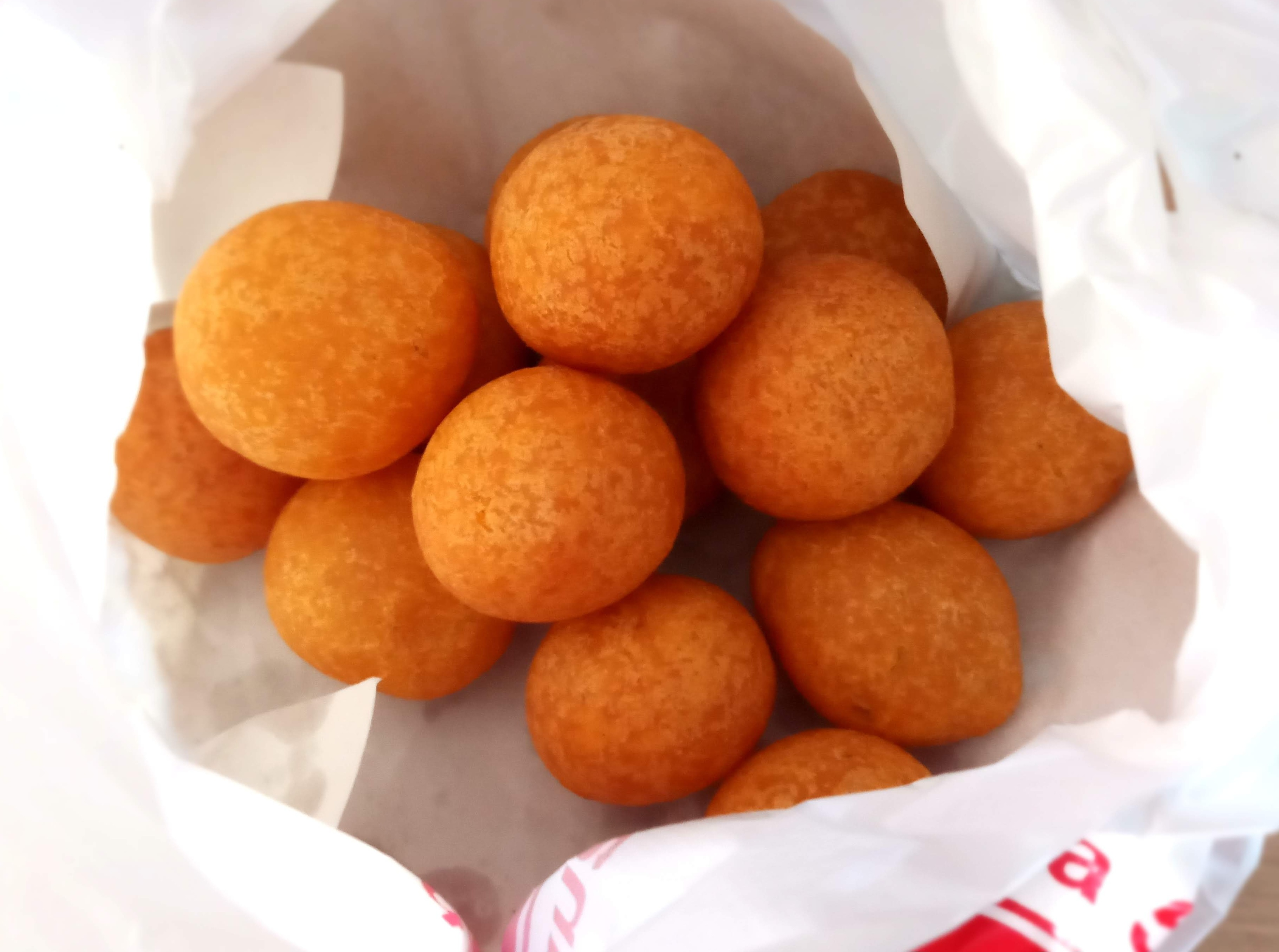
カノム・カイ・ノック・クラターの例

カノム・カイ・ノック・クラター（ タイ語: ขนมไข่นกกระทา、発音 [kʰā.nǒm kʰàj nók krā.tʰāː]）はタイ王国の菓子の一つ。サツマイモで作ったひと口サイズのドーナツである。 
サツマイモ、タピオカ粉、薄力粉、ベーキングパウダー、ココナッツミルクなどで作った生地をウズラの卵くらいの大きさに丸め、油で揚げたものである。外側はカリっとしており、中はもちもちした食感である。
「カノム」は、タイ語で菓子、デザートまたはスナックを意味し、菓子や甘い軽食の名前の最初に置かれる。「カイノッククラター」は、「ウズラの卵」を意味する。これは大きさがウズラの卵の大きさとほぼ同じに由来する。

## 類似する菓子
| ポン・デ・ケイジョ |  | 餡入りQQ蛋の断面 |
| ポン・デ・ケイジョ |  | 餡入りQQ蛋の断面 |

- ポン・デ・ケイジョ - ブラジル発祥の菓子。食感が似る[2]。
- QQ蛋 - 台湾の菓子。カノム・カイ・ノック・クラターより大きなサイズで、中に餡を入れることもある[2]。